# Mesanthemum
Mesanthemum Korn. é um género botânico pertencente à família Eriocaulaceae.

## Espécies
| - Mesanthemum africanum - Mesanthemum albidum - Mesanthemum angustitepalum - Mesanthemum auratum - Mesanthemum bennae - Mesanthemum chilloui - Mesanthemum cupricola - Mesanthemum erici - Mesanthemum glabrum - Mesanthemum jaegerii - Mesanthemum necopinatum | - Mesanthemum pilosum - Mesanthemum platyphyllum - Mesanthemum prescottianum - Mesanthemum pubescens - Mesanthemum radicans - Mesanthemum reductum - Mesanthemum roseni - Mesanthemum rubrum - Mesanthemum rutenbergianum - Mesanthemum tuberosum - Mesanthemum variabile |